# يو إف سي على إي إس بي إن: ساندهاغن ضد ديلاشو
يو إف سي على إي إس بي إن: ساندهاغن ضد ديلاشو (بالإنجليزية: UFC on ESPN: Sandhagen vs. Dillashaw)‏ هو حدث لفنون القتال المختلطة نظمته يو إف سي، أُقيم في 24 يوليو 2021، على يو إف سي أبيكس في إنتربرايز، نيفادا، وهي جزء من منطقة لاس فيغاس الحضرية، الولايات المتحدة.